# 波尔塔尔贝拉
波尔塔尔贝拉（義大利語：Portalbera），是意大利帕维亚省的一个市镇。总面积4.68平方公里，人口1548人，人口密度330.8人/平方公里（2009年）。国家统计（ISTAT）代码为018118。